# Diễn Nguyên
Diễn Nguyên là một xã thuộc huyện Diễn Châu, tỉnh Nghệ An, Việt Nam.
Xã có diện tích 6,02 km², dân số năm 1999 là 6.440 người, mật độ dân số đạt 1.070 người/km².